# Wareham (Massachusetts)
Wareham è un comune degli Stati Uniti d'America facente parte della contea di Plymouth nello stato del Massachusetts. Esso si affaccia sulla costa settentrionale della Baia di Buzzards.